# Muffelugn

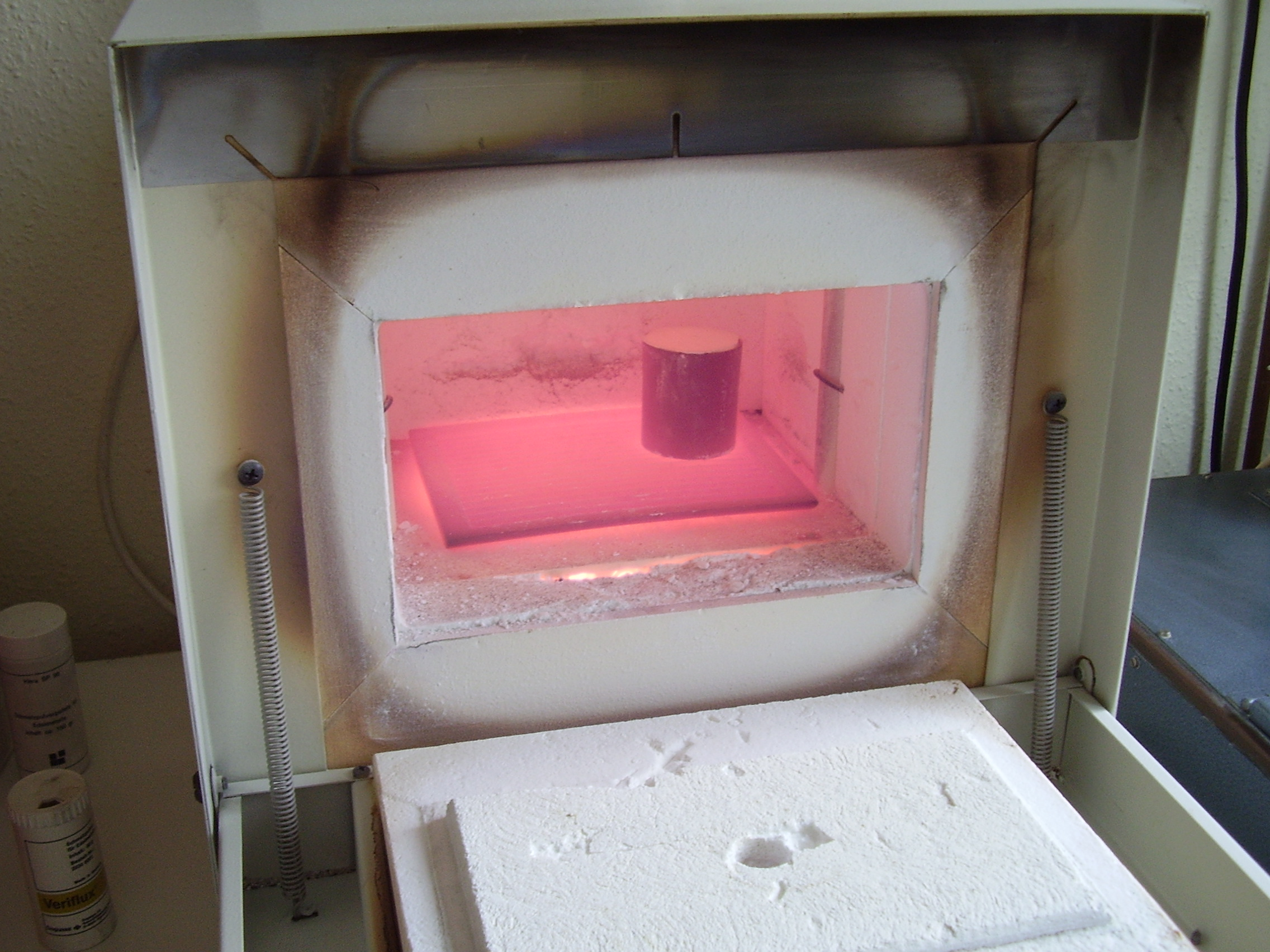
Muffelugn

Muffelugn är en ugn där det material som skall upphettas anbringas i ett slutet rum (muffel) av eldfast material.
Muffelugnar används då förbränningsgaserna måste utestängas från det behandlade materialet. Muffelugnar används vid rostning av malm, destillering och sublimering av metaller, i vissa keramiska processer med mera.